# Хари Потер и Дворана тајни (филм)
Хари Потер и Дворана тајни (енгл. Harry Potter and the Chamber of Secrets) је фантастични филм из 2002. године, режисера Криса Коламбуса. Заснован је на истоименом роману Џоане Кетлинг Роулинг и други је филм у филмској серији Харија Потера. Прича прати Харија Потера на другој години у Хогвортсу и како наследник Салзара Слидерина отвара Дворану тајни и ослобађа чудовиште које окамењује ђаке у школи. У главним улогама играју Данијел Радклиф као Хари Потер, Руперт Гринт као Рон Визли и Ема Вотсон као Хермиона Грејнџер.
Филм је изашао у британским и америчким биоскопима 15. новембра 2002. године. Постигао је критички и комерцијални успех, зарадивши преко 879 милиона долара широм света. Био је други најуспешнији филм из 2002. године, иза филма Господар прстенова: Две куле. Филм је номинован за многе награде, укључујући награду БАФТА за најбољу сценографију, најбољи звук и најбоље специјалне визуелне ефекте. Прати га шест наставака, од којих је први Хари Потер и затвореник из Аскабана из 2004. године, а последњи филм из серијала је Хари Потер и реликвије Смрти: Други део из 2011. године, скоро десет година након изласка првог филма.

## Радња
Хари Потер је провео лето код Дарслијевих, али није добио ниједно писмо од својих пријатеља са Хогвортса. У својој соби Хари среће кућног вилењака, Добија, који га упозорава на опасност која ће се десити уколико се он врати на Хогвортс. Доби открива да је он узимао сва писма, која су Харијеви пријатељи слали и уништава важну вечеру Дарслијевих са њиховим потенцијалним клијентом. Они мислећи да је Хари то урадио, закључавају га у собу и забрањују му да се врати на Хогвортс. Харијев пријатељ, Рон Визли и његова старија браћа, близанци Фред и Џорџ, долазе до њихове куће и спашавају Харија, уз помоћ летећег аутомобила њиховог оца.
Док су куповали потребне ствари за школу, Хари и породица Визли сусрећу Рубеуса Хагрида и Хермиону Грејнџер. Они одлазе на потписивање књига славног чаробњака, Гилдероја Локхарта, који најављује да ће он бити нови професор одбране од мрачних вештина. Током мањег сукоба са Драком Мелфојем, Хари упознаје Мелфојевог оца, Луцијуса, који неприметно убацује књигу међу школске ствари Џини Визли, што само Хари примећује, али никоме не помиње. Пошто Хари и Рон не успевају да прођу до платформе 9¾ на станици Кингс Крос, они одлазе на Хогвортс летећим аутомобилом. Када стигну до Хогвртса, њих напада Млатарајућа врба и том приликом Рон ломи свој штапић. Професор Снејп жели да их избаци из школе, али професорка Мек Гонагал одлучује да их само казни.
Током казнене наставе, Хари чује чудне гласове и налази мачку домара, Аргуса Филча, госпођу Норис, скамењену, заједно са поруком написаном крвљу која каже „Дворана тајни је отворена, непријатељи наследника... чувајте се”. Мек Гонаголова објашњава како је један од оснивача Хогвортса, Салазар Слитерин, наводно унутар школе, конструисао тајну дворану. У њој је сместио чудовиште које само његов наследник може да контролише и које је способно да очисти школу од блатокрвних ученика. Хари и Рон сумњају да је Мелфој тај наследник, па Хермиона предлаже да га питају прерушени, користећи забрањени, вишесоковни напитак. Они користе старо, напуштено, купатило које прогони дух, Јецајућа Мирта, као лабораторију у којој спремају напитак.
Током утакмице квидича, Харијеву руку ломи блаџерка. Док је у амбуланти, њега посећује Доби и говори му како је управо он затворио пролаз до платформе 9¾ и омађијао блаџерку да јуру Харија током утакмице, у покушају да спречи Харија да оде у школу. Током једног часа, Хари открива да може да прича са змијама и цела школа почиње да говори како је он Слитеринов наследник. У време Божића, Хари и Рон сазнају да Мелфој није Слитеринов наследник, али Мелфој спомиње како му је отац рекао да је једна блатокрвна девојчица умрла, кад је Дворана последњи пут отворена пре педесет година. Хари касније проналази опчињени дневник бившег ученика, Тома Ридла, који му приказује сцену од пре педесет година, када је Ридл оптужио Хагрида, тада ученика, за отварање Дворане. Дневник бива украден, Хермиона остаје скамењена, а Хари и Рон испитују Хагрида. Професор Дамблдор, Корнелијус Фаџ и Луцијус Мелфој долазе да одведу Хагрида у затвор Аскабан, а Хагрид дискретно говори Харију и Рону да „прате паукове”. У Забрањеној шуми, Хари и Рон упознају Хагридовог џиновског љубимца паука, Арагога, који открива да је Хагрид није крив и одаје им мали траг о чудовишту у Дворани.
Хари и Рон откривају страницу књиге у Хермиониној руци, која говори о чудовишту познатом као базилиск, огромној змији чији поглед убија сваког ко је погледа директно у очи и скамењава оне који је не погледају директно. Школско особље сазнаје да је Џини однета у Дворану и убеђује Локхарта да је спасе. Хари и Рон налазе Локхарта, за кога откривају да је преварант и хоће да побегне. Знајући да је Јецајућа Мирта, девојчица коју је базилиск убио, њих двојица воде Локхарта у купатило у коме налазе улаз у Дворану. Унутра, Локхарт узима Ронов штапић и покушава да га употреби против њих, али он пуца у њега, што му брише сећање и нарушава пећину.
Хари улази у Дворану сам и налази Џини онесвешћену и крај ње Ридла. Ридл открива да је користио дневник како би манипулисао Џини и поново отворио Дворану. Када Ридл ствари анаграм за свој будући идентитет, „Ја сам Лорд Волдемор”, Хари схвата да је управо Ридл наследник Слитерина и Волдеморов прави идентитет. Када Хари каже да подржава Дамблдора, феникс Фокс долеће са Шеширом за разврставање, због чега Ридл призива базилиска. Фокс ослепљује базилиска, што дозвољава Харију да га погледа директно, а да не буде убијен или окамењен. Из Шешира за разврставање извлачи Грифиндоров мач, са којим се бори и убија базилиска, али га рањава један од његових зуба.
Хари побеђује Ридла и освешћује Џини, пробадањем дневника са базилисковим зубом. Фокосве сузе лече Харијеву рану и он се враћа на Хогвортс са својим пријатељима и збуњеним Локхартом. Дамблдор их похваљује и наређује да пусте Хагрида из затвора. Дамблдор показује Харију да је мач који је користио, био лични мач Годрика Грифиндора и говори му да је другачији од Волдемора, зато што је он изабрао Грифиндор уместо Слитерина. Хари оптужује Луцијуса, Добијевог господара, да је подметнуо дневник у Џинин котао и на превару га натера да ослободи Добија. Базилискове жртве су излечене, Хермиона се придружује Харију и Рону, а Хагрида пуштају из Аскабана.
У сцени после одјавне шпице, Локхарт је приказан у лудачкој кошуљи на насловној страни сопствене нове књиге Ко сам ја?

## Улоге
| Глумац           | Улога                 |
| ---------------- | --------------------- |
| Данијел Радклиф  | Хари Потер            |
| Руперт Гринт     | Рон Визли             |
| Ема Вотсон       | Хермиона Грејнџер     |
| Ричард Харис     | Албус Дамблдор        |
| Роби Колтрејн    | Рубеус Хагрид         |
| Алан Рикман      | Северус Снејп         |
| Кенет Брана      | Гилдерој Локхарт      |
| Меги Смит        | Минерва Макгонагал    |
| Бони Рајт        | Џини Визли            |
| Џули Волтерс     | госпођа Визли         |
| Марк Вилијамс    | господин Визли        |
| Том Фелтон       | Драко Мелфој          |
| Метју Луис       | Невил Лонгботом       |
| Џон Клиз         | Скорообезглављени Ник |
| Дејвид Бредли    | Аргус Филч            |
| Ворвик Дејвис    | Филијус Флитвик       |
| Џејмс Фелпс      | Фред Визли            |
| Оливер Фелпс     | Џорџ Визли            |
| Ричард Грифитс   | Вернон Дарсли         |
| Фиона Шоу        | Петунија Дарсли       |
| Хари Мелинг      | Дадли Дарсли          |
| Ширли Хендерсон  | Јецајућа Мирта        |
| Роберт Харди     | Корнелијус Фаџ        |
| Тоби Џоунс       | Доби (глас)           |
| Џулијан Главер   | Арагог (глас)         |
| Кристијан Кулсон | Том Ридл              |
| Миријам Марголис | Помона Младица        |